# هنر سرامیک

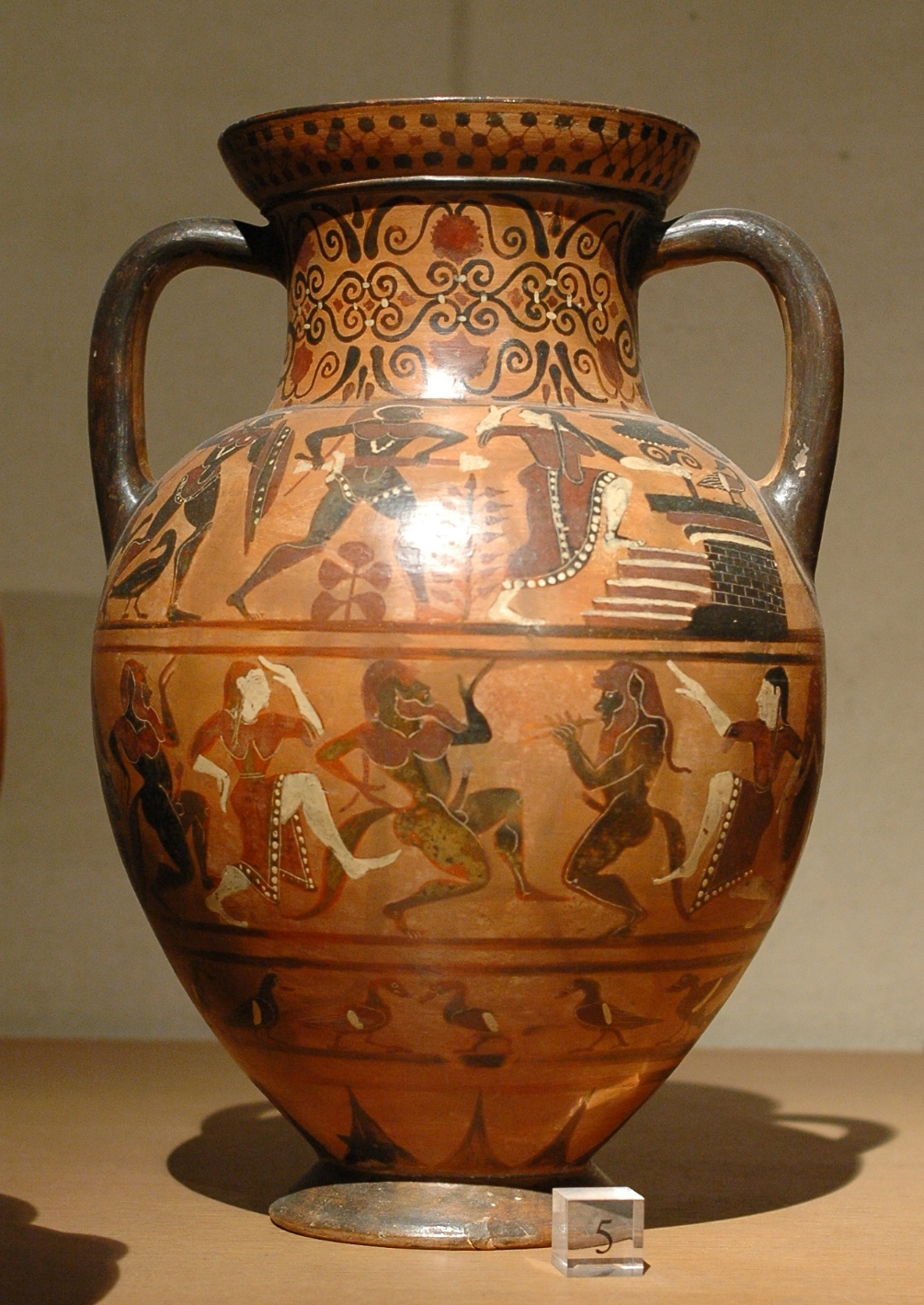
دیومدس و پلیکسینا روی آمفورای سرامیکی اتروسک از گروه پونتیک. ۵۴۰ پیش از میلاد.

هنر سرامیک (انگلیسی: Ceramic art) هنری است که با استفاده از مواد سرامیکی ساخته می‌شود (شامل رس) که می‌تواند شکل‌های مختلفی از جمله سفال، کاشی، تندیسک، مجسمه یا ظرف به خود بگیرد. هنر سرامیک یکی از فعالیت‌های هنری است و از هنرهای تجسمی و هنرهای پلاستیکی به حساب می‌آید. با اینحال، برخی از کارهای سرامیکی از هنرهای زیبا هستند و برخی دیگر، از هنرهای تزئینی، طراحی صنعتی و هنرهای کاربردی به حساب می‌آیند. همین‌طور می‌توانند دست‌ساخته‌ای در باستان‌شناسی باشند. هنر سرامیکی می‌تواند به دست یک تن یا به دست گروهی که در کارگاه سفالگری یا سرامیک، طراحی، ساخت و تزیین آن را به عهده می‌گیرند، ساخته شود.

## تفاوت سرامیک و سُفال
سرامیک عام‌تر از سفال است و سفال، نوعی سرامیک به حساب می‌آید. سرامیک هرآن‌چیزی را گویند که وقتی حرارت می‌بیند، تغییر ماهیت می‌دهد. مثل رس که در سفالگری کاربرد دارد. در حالی که سفالگری عمدتاً به ساخت اشیا و ظروف از گل رس اشاره دارد.

## نگارخانه

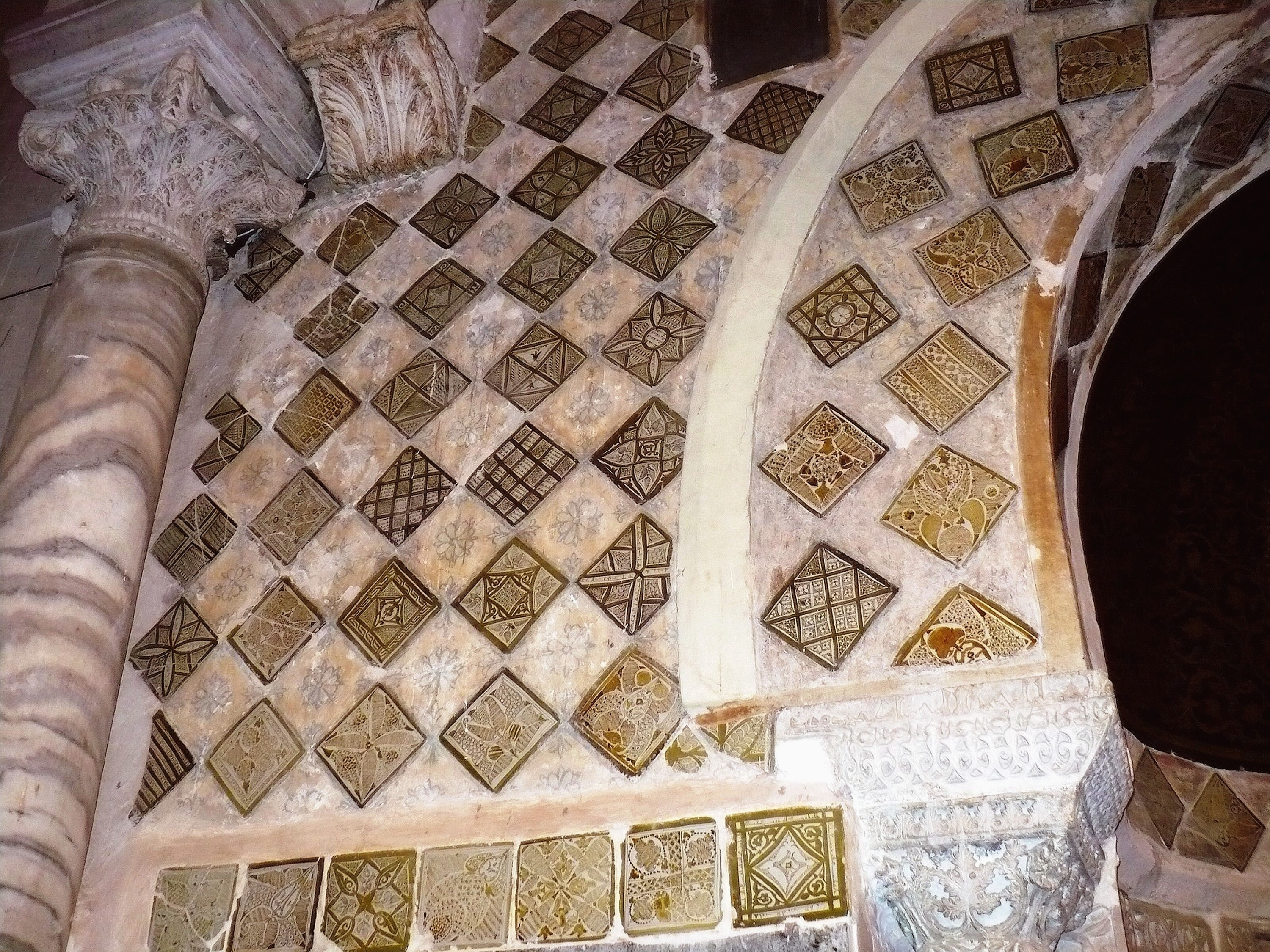
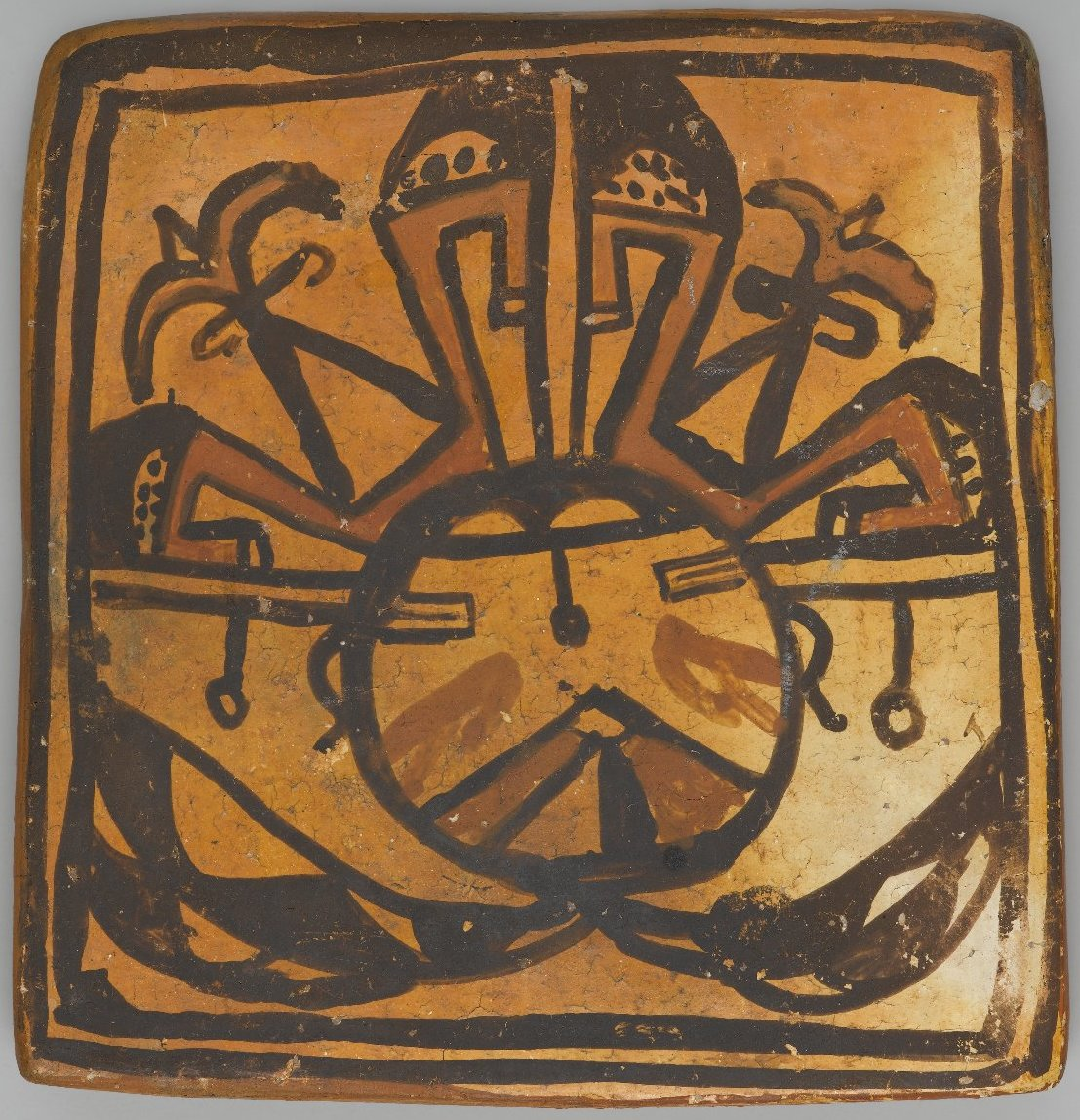
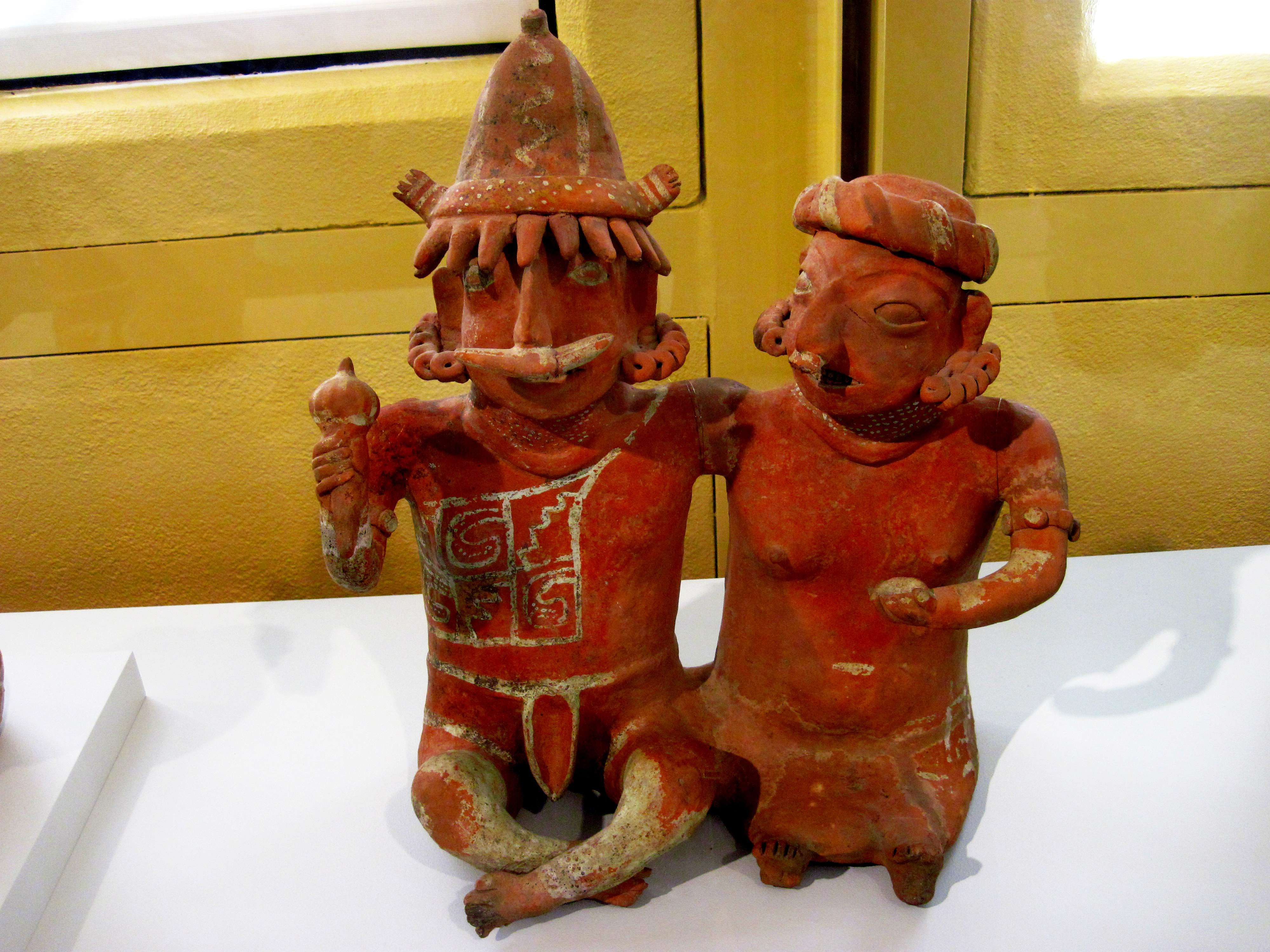
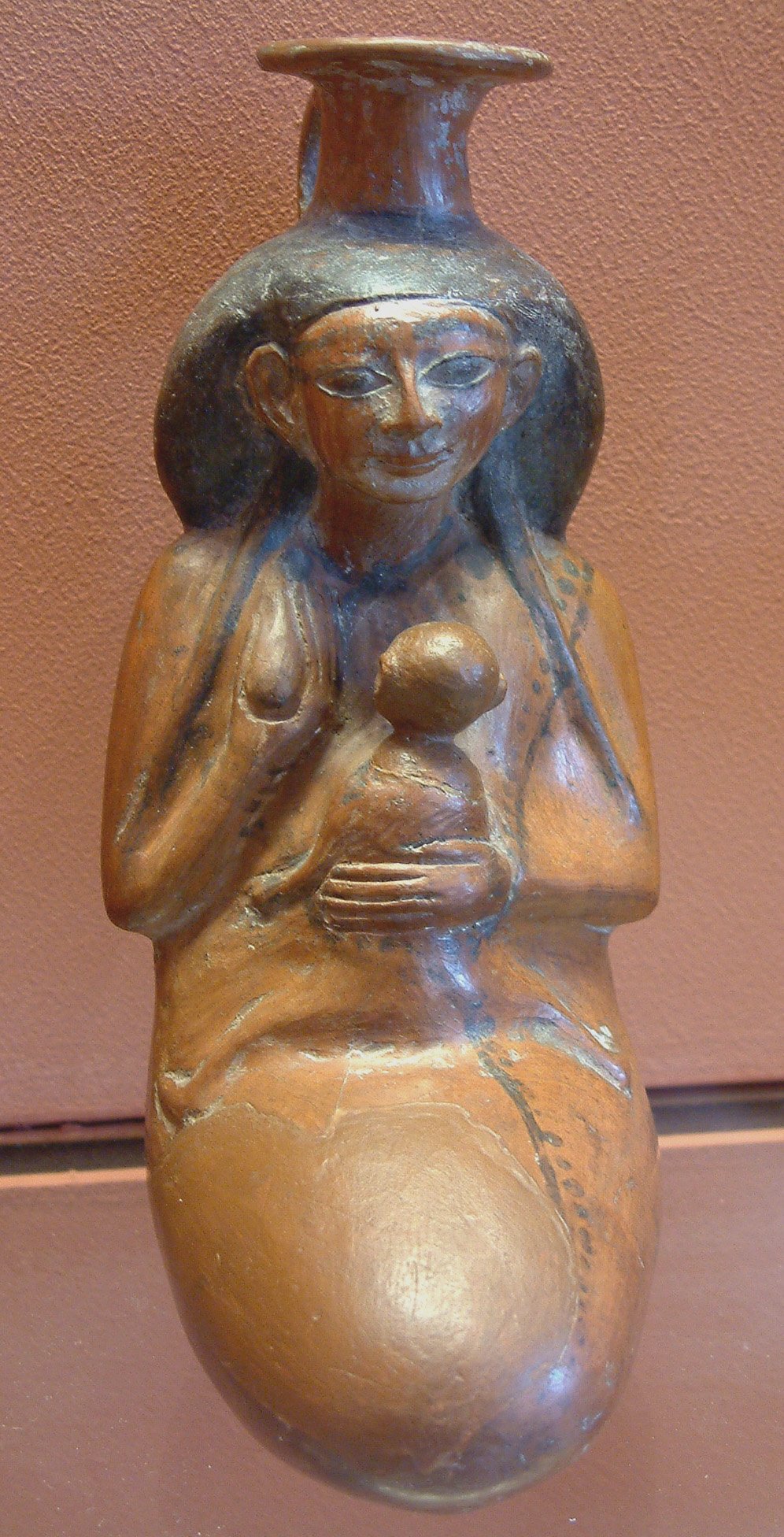
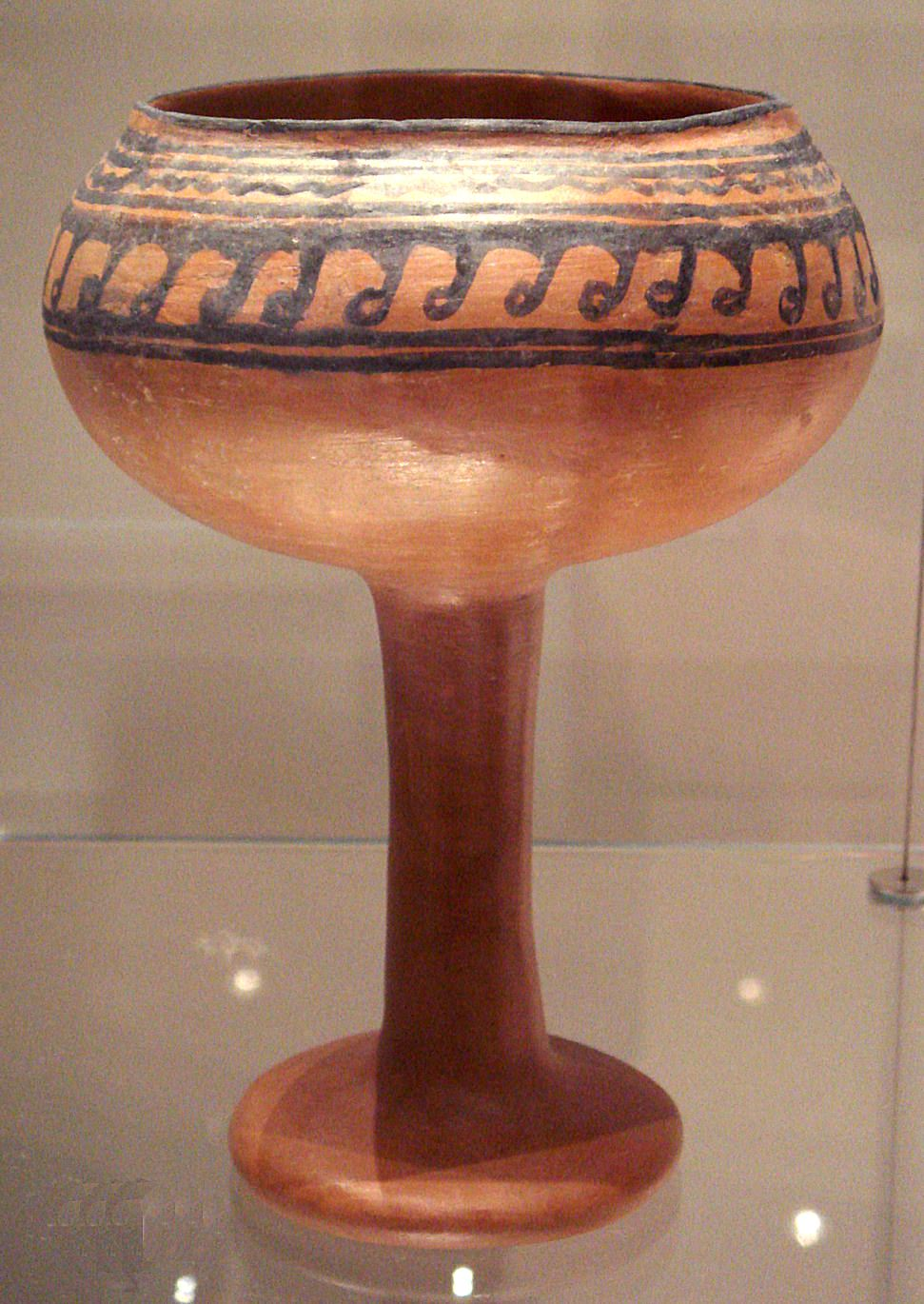
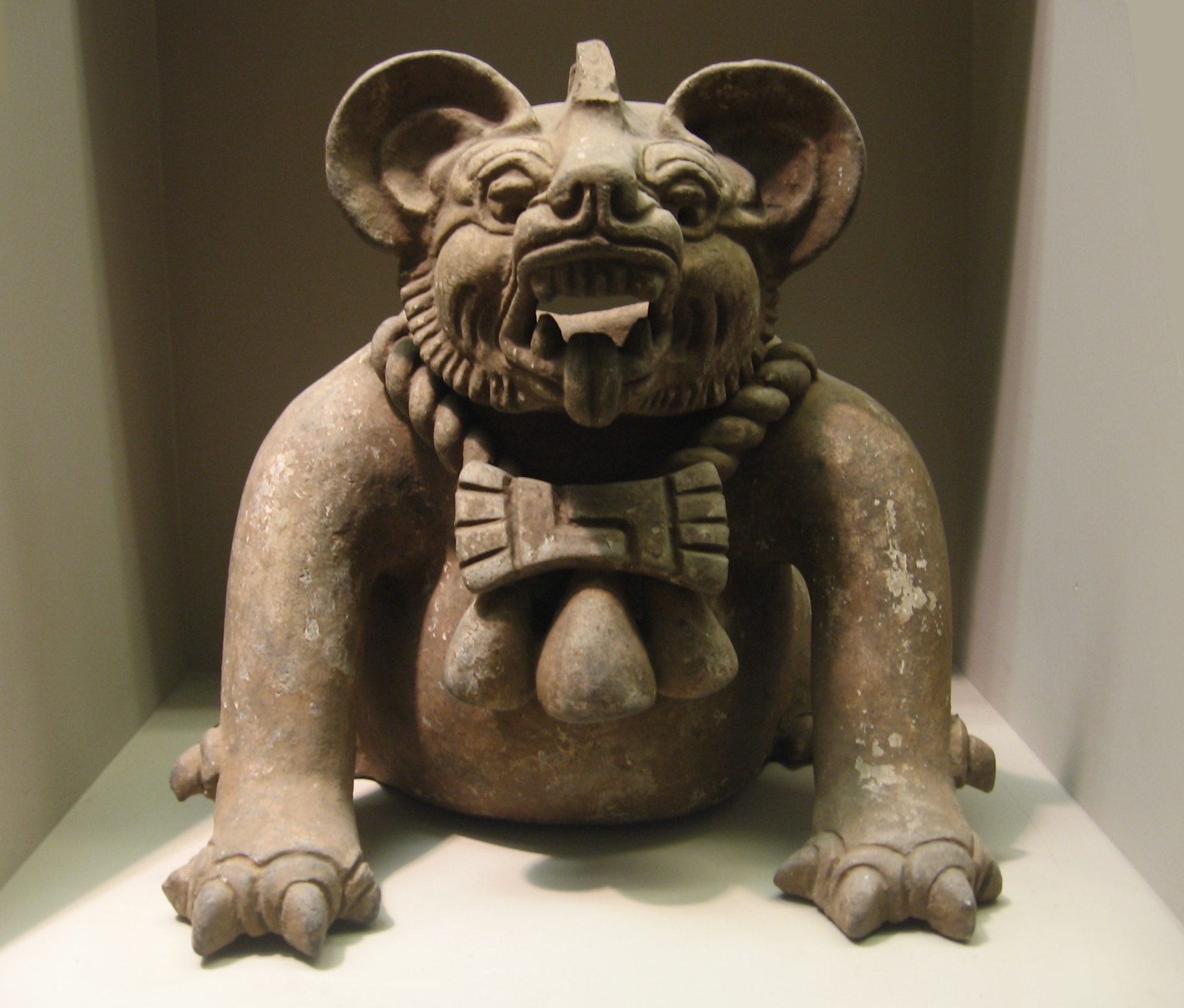
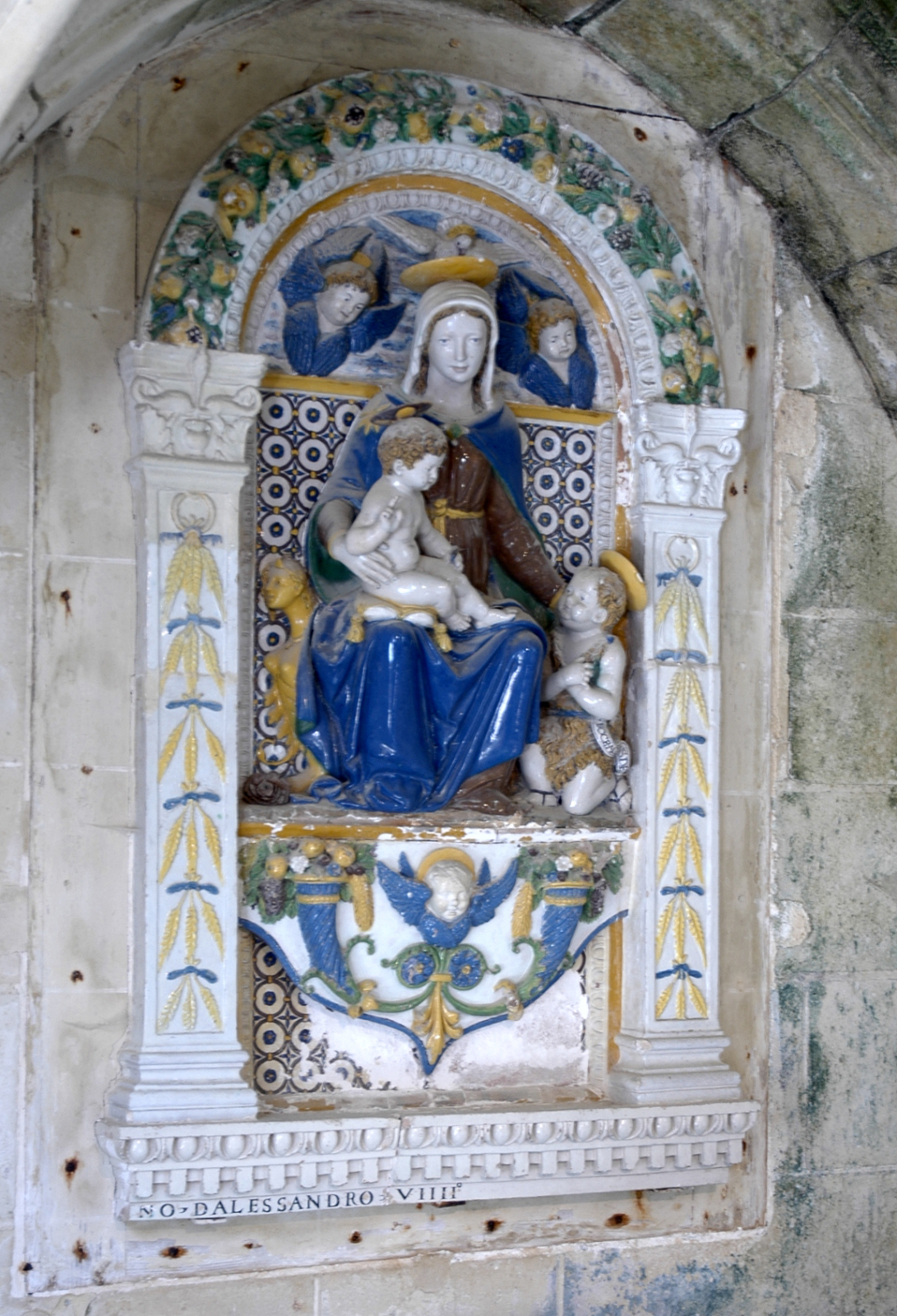
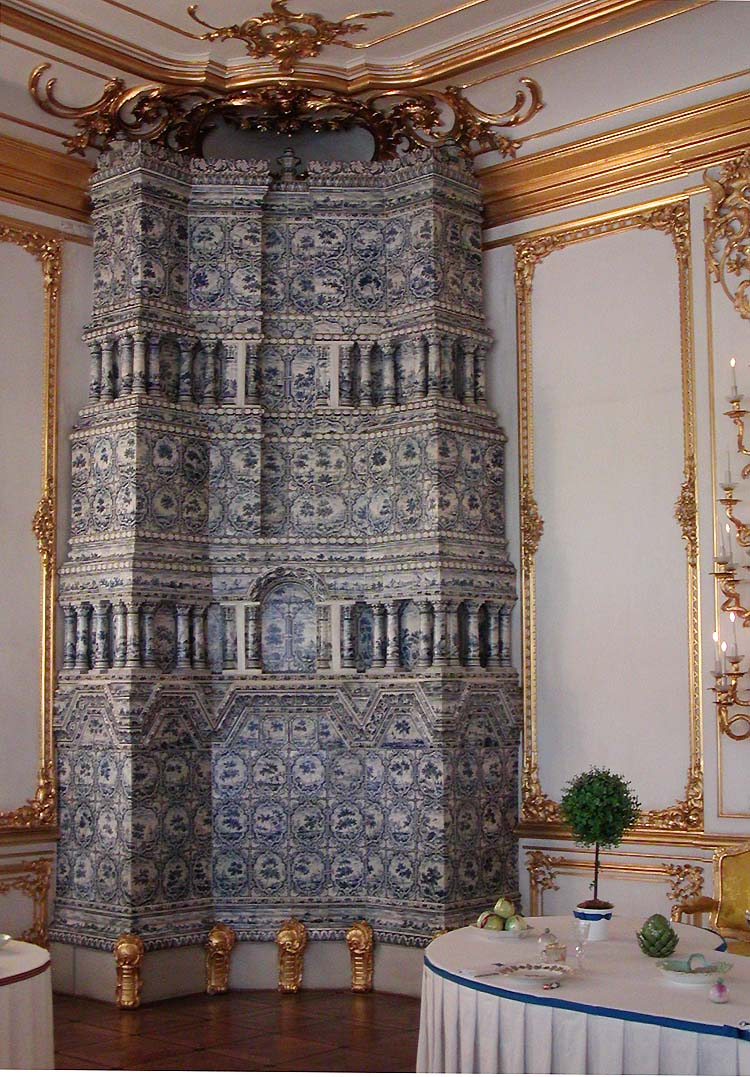
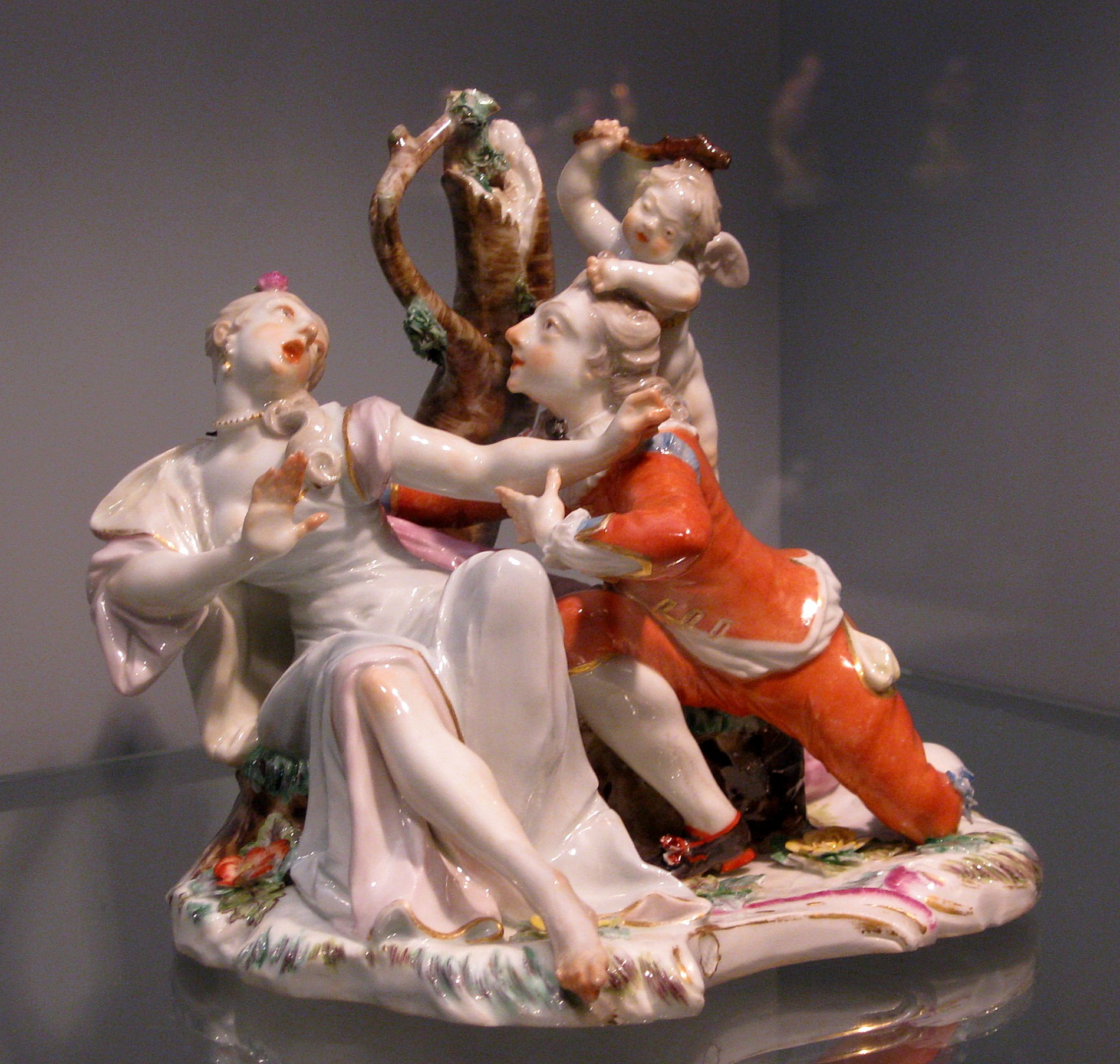